# 2-吡啶甲酸苄酯
2-吡啶甲酸苄酯是一种有机化合物，化学式为C13H11NO2。它可由2-吡啶甲酰氯和苯甲醇在三乙胺存在下反应制得。它和4-氯溴苄反应，可以得到4-氯苄基吡啶鎓-2-甲酸苄酯溴化物。